# Werbka (stacja kolejowa)
Werbka (ukr. Вербка, ros. Вербка) – stacja kolejowa w miejscowości Kowel, w obwodzie wołyńskim, na Ukrainie. Leży na linii Kijów – Kowel – Brześć. Nazwa pochodzi od pobliskiej wsi Werbka.
Stacja istniała przed II wojną światową.